# Phyllodes semilinea
Phyllodes semilinea är en fjärilsart som beskrevs av Walker 1864. Phyllodes semilinea ingår i släktet Phyllodes och familjen nattflyn. Inga underarter finns listade i Catalogue of Life.